# Olle Rols
Olle Rols, född 20 mars 2013 i Höör i Skåne län, är en svensk varmblodig travhäst. Han tränas av Mats Rånlund och körs av Peter Ingves.
Olle Rols började tävla i november 2014 och tog första segern i den andra starten. Han har till februari 2020 sprungit in 1,9 miljoner kronor på 39 starter varav 9 segrar, 10 andraplatser och 3 tredjeplatser. Han har tagit karriärens hittills största seger i Silverdivisionens final (dec 2018). Han har även segrat i Klass II-final (dec 2017), Klass I-final (feb 2018) och Bronsdivisionens final (april 2018).

## Karriär
Olle Rols debuterade i lopp den 22 november 2016 på Jägersro, körd av Peter Ingves. Han galopperade i karriärens samtliga fyra första starter. Första segern kom i den femte starten, som också var karriärens första felfria lopp. Han har kallats Den fula ankungen eftersom han är liten och bitvis haft problem med aktionen.
Han tog sju raka segrar mellan november 2017 och april 2018, varav sex segrar inom V75 där han snabbt klättrade uppåt i klasserna.